# Amedama Rock
Amedama Rock (飴玉ロック) es el álbum debut del grupo de Oshare Kei Antic Cafe lanzado oficialmente en febrero del año 2005 bajo el sello independiente de Loop Ash.
A pesar de tener muy pocas canciones -por lo que podría considerársele un EP-, este trabajo discográfico es considerado el primer álbum de estudio de la banda.

## Canciones
| CD  |                                          |          |  |
| N.º | Título                                   | Duración |  |
| 1.  | «Candy Holic (キャンデーホリック)»       | 3:38     |  |
| 2.  | «Mousou aikouka (妄想愛好家)»            | 4:27     |  |
| 3.  | «3P»                                     | 4:16     |  |
| 4.  | «Odoru Meruhen Tokei (踊るメルヘン時計)» | 4:09     |  |
| 5.  | «Pairing (ペアリング)»                   | 5:29     |  |
| 6.  | «Takaido (高井戸)»                       | 2:59     |  |